# Ailigas (berg, lat 69,43, long 26,00)
Ailigas är ett berg i Finland. Det ligger i Utsjoki kommun och landskapet Lappland, i den norra delen av landet, 1 000 km norr om huvudstaden Helsingfors. Toppen på Ailigas är 500 meter över havet. Ailigas ingår i Paistunturit.
Terrängen runt Ailigas är kuperad åt nordväst, men åt sydost är den platt.  Trakten runt Ailigas är nära nog obefolkad, med mindre än två invånare per kvadratkilometer. Närmaste större samhälle är Karigasniemi, 7,2 km sydväst om Ailigas. Omgivningarna runt Ailigas är i huvudsak ett öppet busklandskap.